# 湖南堇菜
湖南堇菜（学名：Viola hunanensis）为堇菜科堇菜属的植物，为中国的特有植物。分布于中国大陆的湖南等地，多生于山坡草地，目前尚未由人工引种栽培。
其种加词“hunanensis”意为“湖南的”。

## 别名
拟长萼堇菜（拉汉种子植物名称）